# La señorita de Trévelez (pel·lícula)
La señorita de Trévelez és una pel·lícula espanyola de 1936 dirigida per Edgar Neville i protagonitzada per Edmundo Barbero, Antoñita Colomé i Fernando Freyre de Andrade. L'argument de la pel·lícula està basat en l'obra de teatre homònima de Carlos Arniches. Es va fer una altra pel·lícula basada en la mateixa obra de teatre en 1956 anomenada Calle Mayor.

## Sinopsi
Els membres del Guasa Club decideixen gastar-li una broma a la solterona Florita de Trevélez fent-li creure que Numeriano Galán s'ha enamorat perdudament d'ella.

## Repartiment
- Edmundo Barbero
- Antoñita Colomé
- Fernando Freyre de Andrade
- María Gámez
- Luis Heredia
- María Luisa Moneró
- Nicolás Rodríguez
- Alberto Romea
- Juan Torres Roca

## Imatges

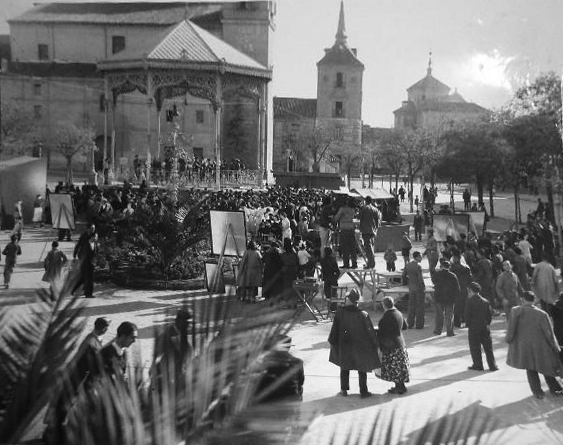
Rodant a la Plaça de Cervantes d'Alcalá de Henares
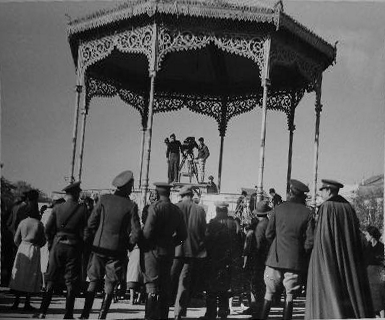
Rodando al costat del Quiosc de la Música d'Alcalá de Henares.